# Egheg
Egheg ou Yegheg (en arménien Եղեգ ) est une communauté rurale du marz de Syunik en Arménie. En 2008, elle compte 117 habitants.